# Tuifa
Il Tuifa (腿法, "metodo delle gambe") è un Jibengong (lavoro fondamentale) delle arti marziali cinesi. Si riferisce all'insieme di tecniche basilari di utilizzo delle gambe e dei piedi.

## Alcuni elenchi
Nei testi di Wushu comunemente vengono elencate le seguenti (citando le più comuni):
| IDEOGRAMMI | Nome in Pinyin | Nome in italiano                  |
| 1正踢腿    | Zhengtitui     | Gamba che calcia frontalmente     |
| 2斜踢腿    | Xietitui       | Gamba che calcia obliquamente     |
| 3侧踢腿    | Cetitui        | Gamba che calcia lateralmente     |
| 4外摆腿    | Waibaitui      | Gamba che oscilla verso l'esterno |
| 5里合腿    | Lihetui        | Gamba che chiude internamente     |
| 6单拍脚    | Danpaijiao     | Un piede che batte                |
| 7弹腿      | Tantui         | Gamba lanciata                    |
| 8蹬腿      | Dengtui        | Gamba che calpesta                |
| 9侧踹腿    | Cechuaitui     | Gamba che stampa di lato          |
| 10后扫腿   | Housaotui      | Gamba che spazza posteriormente   |
| 11前扫腿   | Qiansaotui     | Gamba che spazza frontalmente     |

Nelle categorizzazioni del Wushu Moderno tra i Tuifa non sono compresi le tecniche di gamba in salto, che vengono inseriti tra i Tiao Yue (movimenti in salto). Invece in altri contesti quali la Scuola Chang il termine Tuifa comprende anche queste ultime tecniche di gamba. Naturalmente vista la varietà degli stili si sono create differenze linguistiche e pratiche per cui accanto a questi nomi riconosciuti ufficialmente dagli Istituti di Educazione Fisica Cinesi possiamo trovare interpretazioni differenti.

### Scuola Chang Tuifa
La seguente tabella fornisce esempi legati alla Scuola Chang con il loro omologo del Wushu Moderno:
| 'IDEOGRAMMI Tuifa                             | Tuifa Scuola Chang                                              |
| 1正踢腿 Zhengtitui                            | primo calcio: 天罡腿 Tiangangtui / Gamba dell'orsa maggiore     |
| 2斜踢腿 Xietitui                              | Assente                                                         |
| 3侧踢腿 Cetitui                               | Assente                                                         |
| 4外摆腿 Waibaitui                             | ottavo:外摆腿 Waibaitui                                         |
| 5里合腿 Lihetui                               | sesto内摆腿 Neibaitui / Gamba che oscilla verso l'interno       |
| 6单拍脚 Danpaijiao                            | assente                                                         |
| 7弹腿 Tantui                                  | secondo:正踢腿 Zheng Titui /Gamba che calcia frontalmente       |
| 8蹬腿 Dengtui                                 | terzo:正蹬腿 Zheng Dengtui / Gamba che calpesta orizzontalmente |
| 9侧踹腿 Cechuaitui                            | quarto: 侧弹腿 Ce Tantui / Gamba che scatta lateralmente        |
| 10后扫腿 Housaotui                            | Questa è associata alla successiva                              |
| 11前扫腿 Qiansaotui                           | settimo:扫蹚腿 Saotangtui / Gamba che spazza al suolo           |
| 12勾腿 Goutui                                 | quinto: 合打腿 Hedatui / Gamba che colpisce chiudendo           |
| 13                                            | undicesimo: 侧踢腿 Cetitui / Gamba che calcia lateralmente      |
| 14 后撩腿 Houliaotui – gamba sollevata dietro | quattordicesimo: 后弹腿 Hou Tantui / Gamba che scatta dietro    |

Il Tuifa di stili come il Chuojiao contiene un numero altissimo di tecniche di piede e di gamba.

### Zhoujia Tuifa
Questo invece è un elenco di nomi preso dallo stile Zhoujiaquan, tipico del Sud: Quanxintui (穿心腿); Hengsao (横扫); Xiasao (下扫); Dingtui (钉腿); Ceti (侧踢); Qianti (前踢); Xuanfengtui (旋风腿); Housao (後扫).

### Baimei Tuifa
Questo un elenco di tecniche di gamba dello stile Baimeiquan
| IDEOGRAMMI | Nome in Wade-Giles | Nome in Pinyin | Nome in italiano             |
| 1撞脚      | Chuang chiao       | Zhuangjiao     | piede che si scontra         |
| 2蹑脚      | Nieh chiao         | Niejiao        | piede di punta               |
| 3丁板脚    | Ting pan chiao     | Dingpanjiao    | piede del ding rigido        |
| 4穿心脚    | Ch'uan hsin chiao  | Chuanxinjiao   | Piede che penetra il cuore   |
| 5偏身脚    | P'ien shen chiao   | Pianshenjiao   | piede con il corpo inclinato |

Raramente nel Baimeiquan vengono eseguite tecniche di gamba alte.

### Sanshou Tuifa
Questo un elenco di tecniche del Sanshou Sanda Moderno ripreso dal libro Wushu Sanshou Jingcui:
| IDEOGRAMMI | Nome in Pinyin | Nome in italiano                                       | Nome alternativo Ideogrammi Pinyin Italiano                                                       |
| 1正踢腿    | Zhengtitui     | Gamba che calcia frontalmente                          |                                                                                                   |
| 2侧踹腿    | Cechuaitui     | Gamba che stampa di lato                               |                                                                                                   |
| 3边腿      | Biantui        | Gamba laterale                                         | 侧弹腿Cetantui (Gamba lanciata di lato) –colpisce la testa                                        |
| 4小边腿    | Xiao Biantui   | Piccola gamba laterale                                 | - colpisce il ginocchio                                                                           |
| 5勾踢腿    | Goutitui       | Gamba che calcia ad uncino                             |                                                                                                   |
| 6后蹬腿    | Houdengtui     | Gamba che calpesta dietro                              | 虎尾腿 Huweitui (Gamba a coda di tigre) oppure 庚子腿 Gengzitui (Calcio del Settimo Ramo Celeste) |
| 7后旋扫    | Houxuansao     | Spazzata circolare posteriore                          |                                                                                                   |
| 8扶地后扫  | Fudi Housao    | Spazzare posteriormente aiutandosi con le mani a terra |                                                                                                   |

Calci con nomi differenti, sempre appartenenti al Sanshou Moderno, li troviamo nel testo Zhongguo Sanshou:
- Gamba che calpesta   (蹬腿T, 蹬腿S,  dēngtuǐ P,  Teng Tui W)
- Gamba che calpesta posteriormente   (後蹬腿T, 后蹬腿S,  hòudēngtuǐ P,  Hou Teng Tui W)
- Gamba che calpesta sopra   (上蹬腿T, 上蹬腿S,  shàngdēngtuǐ P,  Shang Teng Tui W)
- Gamba che stampa  (踹腿T, 踹腿S,  chuàituǐ P,  Ch’uai Tui W)
- Gamba che oscilla orizzontalmente   (橫擺腿T, 横摆腿S,  héngbǎituǐ P,  Heng Pai Tui W)
- Gamba lanciata di lato   (側彈腿T, 侧弹腿S,  cètàntuǐ P,  Tse T’an Tui W)
- Gamba che spazza orizzontalmente ruotando il corpo   (轉身橫掃腿T, 转身横扫腿S,  zhuǎnshēnhéngsǎotuǐ P,  Chuan Shen Heng Sao Tui W)
- Gamba che spazza posteriormente   (後掃腿T, 后扫腿S,  hòusǎotuǐ P,  Hou Sao Tui W)
- Gamba che calcia ad uncino   (勾踢腿T, 勾踢腿S,  gōutītuǐ P,  Kou T’i Tui W)
- Gamba che taglia   (截腿T, 截腿S,  jiétuǐ P,  Chieh Tui W)

### Longxingquan Tuifa
Zhang Guotai descrive le seguenti tecniche di gambe del Longxingquan che però contemperano anche alcune tecniche in salto (Tiaoyue):
| IDEOGRAMMI | Nome in Pinyin | Nome in italiano                                      |
| 1撩陰腿    | liaoyintui     | Gamba che abbatte a terra l'oppositore                |
| 2 踏腿     | tatui          | Gamba che calpesta                                    |
| 3寸腿      | cuntui         | Gamba in un cun                                       |
| 4平射鲂    | pingshefang    | Orata in traiettoria piatta                           |
| 5虎尾鲂    | huweifang      | Orata a coda di tigre                                 |
| 6鴛鴦腿    | yuanyangtui    | Gambe dell'anatra mandarina                           |
| 7穿心腿    | chuanxintui    | Gamba che penetra il cuore                            |
| 8旋風腿    | xuanfengtui    | Gamba che turbina vorticosamente librandosi nell'aria |
| 9掃腿      | saotui         | Gamba che spazza                                      |
| 10勾彈腿   | gou tantui     | Gamba lanciata ad uncino                              |

### Video
- Tanglang Tuifa, su youtube.com.
- Dongbei Chuojiao Tuifa, su youtube.com.
- Wushu Tuifa, su youtube.com.